# Paolo Yun Ji-chung
Paolo Yun Ji-chung (Jinsan, 1759 – Jeonju, 8 dicembre 1791) fu un laico coreano, morto martire a causa della sua conversione al cattolicesimo.

## Biografia
Nacque a Jinsan, oggi nella Contea di Geumsan, nel 1759.

## Culto
Paolo Yun Ji-chung fu beatificato da papa Francesco durante il suo viaggio in Corea del Sud il 16 agosto 2014 insieme ad altri 123 martiri coreani.
Viene ricordato l'8 dicembre, anniversario della sua morte, e anche il 20 settembre, insieme a tutti i martiri coreani.